# ستيفن جاي ميلر
ستيفن جاي ميلر (بالإنجليزية: Steven J. Miller)‏ هو رياضياتي أمريكي، ولد في 1974.